# Ester Carloni

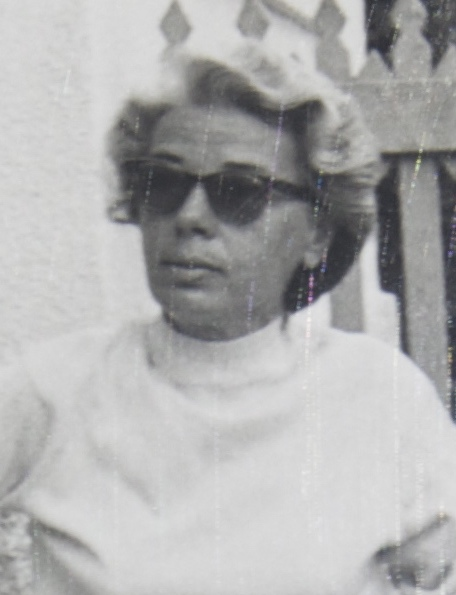
Ester Carloni

Ester Carloni (eigentlich Esterina Carloni; * 27. Januar 1905 in Guardiagrele; † 6. April 1996 in Rom) war eine italienische Schauspielerin.

## Leben
Carloni begann als Darstellerin des neapolitanischen Dialekttheaters, die früh neben ihren Geschwistern (von denen zwei  ihre Schauspielpartner Titina und Peppino De Filippo heirateten) Bühnenerfahrungen machte. Sie war als Nebendarstellerin in zahllosen Komödien zu sehen und wurde erst, als sie die 50 Jahre überschritten hatte, auch für das Kino in ähnlichen Parts engagiert. Bis 1992 arbeitete sie nicht allzu häufig, aber regelmäßig in Rollen schrulliger alter Jungfern oder dickköpfiger Angestellter. Auch gelegentliche Fernseharbeiten finden sich in Carlonis Filmografie.

## Filmografie (Auswahl)
- 1957: Primo applauso
- 1974: Die Puppe des Gangsters (La pupa del gangster)
- 1978: Plattfuß in Afrika (Piedone l’africano)
- 1980: Plattfuß am Nil (Piedone d'Egitto)
- 1990: Samstag, Sonntag, Montag (Sabato, Domenica e Lunedi)
- 1992: Sperelli setzt sich durch (Io speriamo che me la cavo)